# Louroux-Hodement
Louroux-Hodement korábbi község (település) Franciaországban, Allier megyében. 2019. január 1-jén Maillet és Givarlais községgel egyesült és delegált községként Haut-Bocage új község része lett.
Lakosainak száma 353 fő (2018. január 1.). Louroux-Hodement Bizeneuille, Givarlais, Hérisson, Maillet, Sauvagny, Venas, Verneix és Haut-Bocage községekkel határos.

## Népesség
A település népességének változása:
| Lakosok száma | 412  | 412  | 294  | 280  | 293  | 351  | 344  | 343  | 354  | 353  |
|               | 1962 | 1968 | 1982 | 1990 | 1999 | 2008 | 2011 | 2013 | 2017 | 2018 |